# Subaru Libero

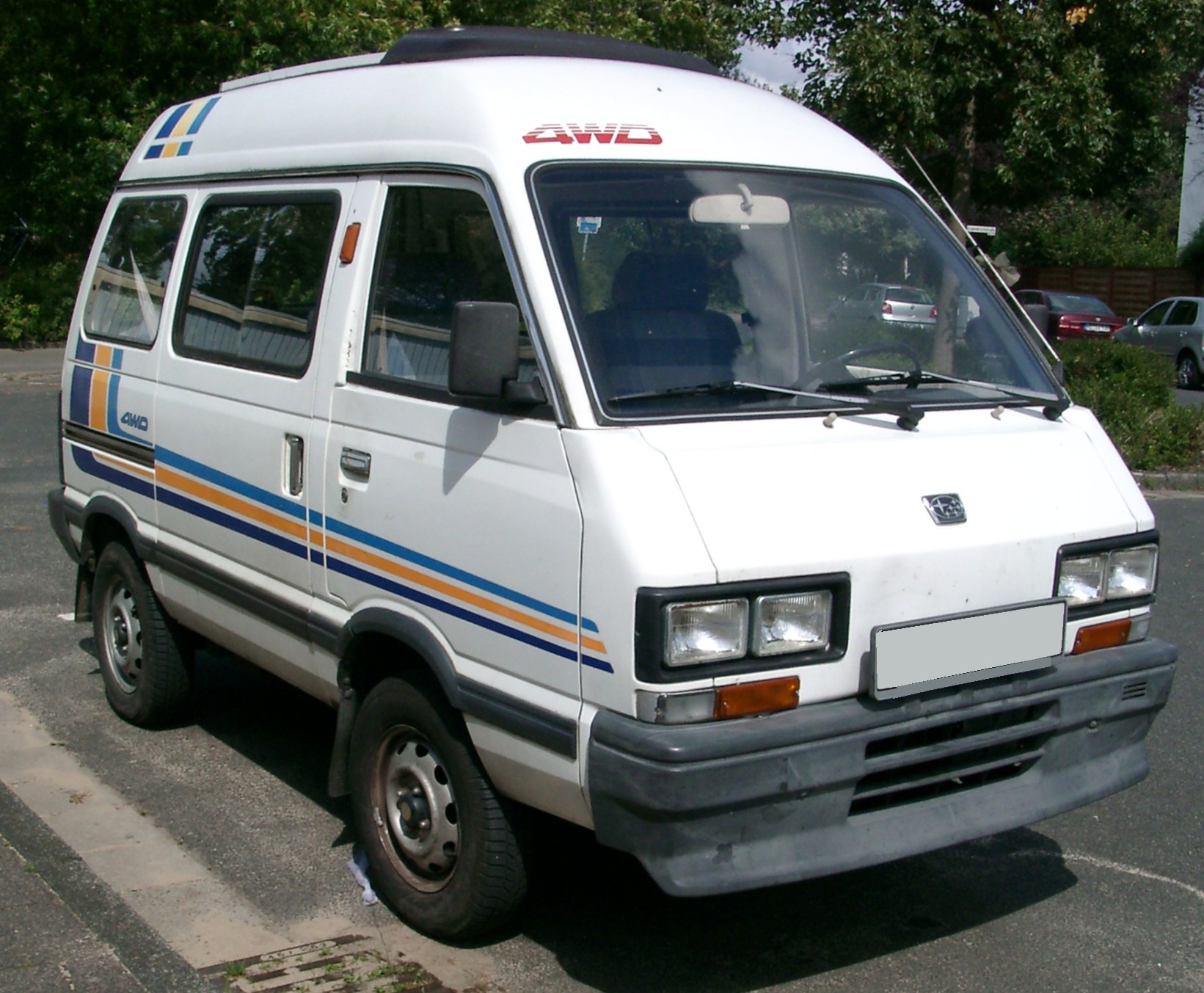
Subaru Libero 1200

Der Subaru E10 4WD / Libero ist ein fünftüriger Kleinbus und Kastenwagen, der von 1983 bis 1998 in Deutschland angeboten wurde. Er basierte auf dem in Japan in der Kei-Car-Klasse angesiedelten Subaru Sambar der 4. und 5. Generation.

## Subaru E10 4WD 1983
Als Subaru 600 war bereits die 3. Generation des Subaru Sambar bis 1982 in verschiedene Länder Europas importiert worden, die besser ausgestattete Version des Kleinbusses als Subaru 700. In Deutschland war dieses Modell jedoch offiziell nicht vertrieben worden.
1982 begann der Import der 4. Sambar-Generation KJ 6 mit Flachdach nach Europa, wiederum als Subaru 600 und als Subaru E10 4WD. Ab Januar 1983 war das Modell als Subaru E10 4WD auch in Deutschland erhältlich. Im August 1983 begann der Import des Hochdachmodells des KJ 6 als Subaru 700 und E10 4WD in Europa.
Aufgrund strengerer Crash-Vorschriften in Europa und Nordamerika entwickelte Subaru ein Faceliftmodell des KJ6 mit Hochdach, das nun außerhalb der Größengrenzen der Kei-Car-Klasse lag. Im Januar 1984 erfolgte der Importstart dieses Modells in Deutschland wiederum als Subaru E10 4WD, während der Import des ursprünglichen Sambar KJ6 in Deutschland offiziell eingestellt wurde und nur noch via Grauimport erfolgte.

## Subaru Libero E10 / Libero 1200 E12 1984–1993

### Subaru Libero E10 1984–1987
Um das Modell aufgrund der Größe und Ausstattung vom Subaru Sambar abzugrenzen, suchte Subaru per Preisausschreiben nach einem anderen Namen. So kam es zu dem japanischen Namen Domingo, der ins Englische übersetzt Libero bedeutet. Der Name Domingo (teilweise mit Zusatz E10) wurde in Asien verwendet, die ins Englische übersetzte Namensversion Libero ab etwa Mitte 1984 auf vielen europäischen Märkten einschließlich Deutschland. Im Vereinigten Königreich hieß das Modell jedoch Subaru Sumo, in Schweden Subaru Columbuss. Später wurde der Name in Europa bis auf das Vereinigte Königreich und Schweden auf Subaru Libero vereinheitlicht.
Der erste Libero in Deutschland (Libero E10) hatte den 3-Zylinder-Reihenmotor E10 mit 997 cm³ und 37 kW/50 PS, der quer liegend im Heck eingebaut war. Damit erreichte er eine Höchstgeschwindigkeit von 120 km/h. Das Leergewicht wird mit 890–940 kg angegeben.
Normalerweise wurden über ein 5-Gang-Getriebe nur die Hinterräder angetrieben. Über einen Schalter im Getriebe-Schalthebel konnte auf 4WD-Betrieb, also Allrad-Antrieb, umgeschaltet werden. Dabei wurde über ein elektrisch betätigtes Ventil die Koppelung des Vorderradantriebs durch Unterdruck aus dem Ansaugtrakt pneumatisch zugeschaltet. Diese starre Zuschaltung des Vorderrad-Antriebs ohne Zentraldifferential sorgte allerdings in engen Kurven auf griffigem Untergrund für Verspannungen des Antriebsstrangs und war somit nur für rutschigen Untergrund oder hauptsächlich Geradeausfahrt geeignet. Vorne besaß er innenbelüftete Scheibenbremsen und hinten selbstnachstellende Trommelbremsen.
Die durch das Hochdach hohe Seitenfläche bedingte allerdings auch höhere Seitenwindempfindlichkeit, die Autobahnfahrten mit dem Libero bei starkem Wind abenteuerlich machen konnte. Dennoch war der Libero fahrstabiler und weit weniger kippelig, als man aufgrund der Proportionen vermuten würde, da alle schweren Teile wie Motor, Schaltgetriebe, Differentialgetriebe usw. sehr tief eingebaut waren und damit auch der Schwerpunkt relativ zum hohen Aufbau niedrig lag.
Die rechteckigen Doppelscheinwerfer waren mit motorischer Höhenverstellung zur Anpassung an die Beladung von bis zu ca. 400 kg ausgestattet.
Die Karosserie war auf einen Leiterrahmen aufgeschraubt, an dem die Räder über Querlenker und Längslenker mit kombinierten Dämpfer/Federbeinen aufgehängt waren. Mit den relativ kleinen Rädern mit Reifengröße 155/80 R12 oder 165/65 R13, der geringen Verschränkung der Einzelradaufhängung und den relativ großen Überhängen vorn und hinten war der Libero trotz Allradantrieb zwar kein Geländewagen, besaß aber gewisse, für diese Fahrzeugklasse unübliche Offroad-Eigenschaften.
Das Fahrzeug hatte zwei vorne angeschlagene Türen mit Kurbelfenstern, beidseitig Schiebetüren mit Schiebefenstern hinten und eine oben angeschlagene Heckklappe über die gesamte Innenraumhöhe. Er bot sechs Sitzplätze bei einer Gesamtlänge von gerade mal 3,42 m. Der Innenraum war durch Umklappen und/oder Zusammenfalten der Sitzbänke sehr variabel zu gestalten. Die Vordersitze konnten ebenfalls umgelegt und als Liegesitze verwendet werden, und bei manchen Ausführungen waren optional die Vordersitze drehbar, sodass der Libero auch als Mini-Wohnmobil oder Transporter mit Ladevolumen bis ca. 1,8 m Länge, 1,2 m Breite und 1,3 m Höhe sehr universell verwendbar war. Als Option konnte ein mittiges, manuell bedienbares Stahlschiebedach geordert werden.
1985 kostete der Subaru Libero 16.490 DM.

### Subaru Libero 1200 1986–1993
Ab 1986 wurde das Modell Libero 1200 mit dem 3-Zylinder-Vergasermotor E12 mit 1189 cm³ und ungeregeltem Katalysator angeboten. Bei 4400/min leistete der Motor nun 52 PS / 38 kW, was für eine Höchstgeschwindigkeit von ca. 130 km/h reichte. Ansonsten entsprach das Modell seinem Schwestermodell Libero E10.

#### Subaru Libero 1200 Allrad „Spezial“ / Subaru Libero Domingo
Als Sondermodell Subaru 1200 Allrad Spezial war das Fahrzeug gegenüber dem Standardmodell mit getönter seitlicher Dachflächenverglasung („Alpine-Windows“) mit Sonnenrollo, Stahlschiebedach mit Windabweiser, drehbaren Vordersitzen, anderen Sitzbezügen und 2-Farben-Lackierung ausgestattet. Es kostete 20.500 DM (Stand 1990). In anderen Ländern wie z. B. Österreich hieß diese Version Subaru Libero 1200 Domingo.

### Libero Van
Der Libero als Kastenwagen war bei Importstart seinerzeit der einzige in seiner Größe angebotene Lieferwagen mit Allradantrieb zu einem vergleichsweise niedrigen Preis und dementsprechend beliebt z. B. beim Handwerk oder auch als Wohnmobilausbau-Basis. Er hatte eine maximale Ladelänge von 2,64 m und eine abnehmbare Laderaum-Trennwand sowie Verzurrösen im Laderaum.
In Österreich, der Schweiz und den nordischen Ländern war der Libero-Kastenwagen bei Post und Telekommunikationsunternehmen sowie in Flotten von Energieunternehmen u. Ä. sehr oft vertreten. Dieser Erfolg beschleunigte auch die Einführung der Konkurrenzmodelle Suzuki Super Carry und Daihatsu Hijet mit Allradantrieb.

## Subaru Libero SDX/SDX-SR 1993–1998
Ab Ende 1993 wurde in Deutschland ein neuer Libero basierend auf dem bereits 1990 gestarteten Subaru Sambar 5 angeboten. Angetrieben wurde er wieder mit dem 3-Zylinder E12, nun jedoch als Einspritzer und mit geregeltem Drei-Wege-Katalysator. Damit erreichte er eine Höchstgeschwindigkeit von 128 km/h. Gegenüber dem Vorgänger erschien er nun in gefälligerem, eckigerem Design. Weiterhin hatte er vorne Scheibenbremsen und hinten Trommelbremsen. Die Doppelscheinwerfer waren durch rechteckige Einzelscheinwerfer ersetzt und die Stoßfänger hinten und vorne waren etwas voluminöser. Das Leergewicht stieg auf 980–1030 kg.
Als Libero SDX hatte er als wesentliche Ausstattung zwei umlegbare Vordersitze und zwei umlegbare und faltbare Sitzreihen im Fahrgastraum nebst zwei Schiebetüren mit Kindersicherung und Heckklappe. Darüber hinaus zusätzliche Heizung im Fahrgastraum, alles bereits aus dem Vorgänger bekannt. In der Version Libero SDX-SR verfügte er zusätzlich über ein Hubdach über der vorderen und ein elektrisches Panorama-Glasschiebedach mit Sonnenschutz über der mittleren Sitzreihe. Optional gab es für diese Version elektrische Fensterheber in den Schiebetüren und drehbare Frontsitze. Für den Subaru SDX/SDX-SR war beim Händler auch eine manuelle Klimaanlage nachrüstbar.

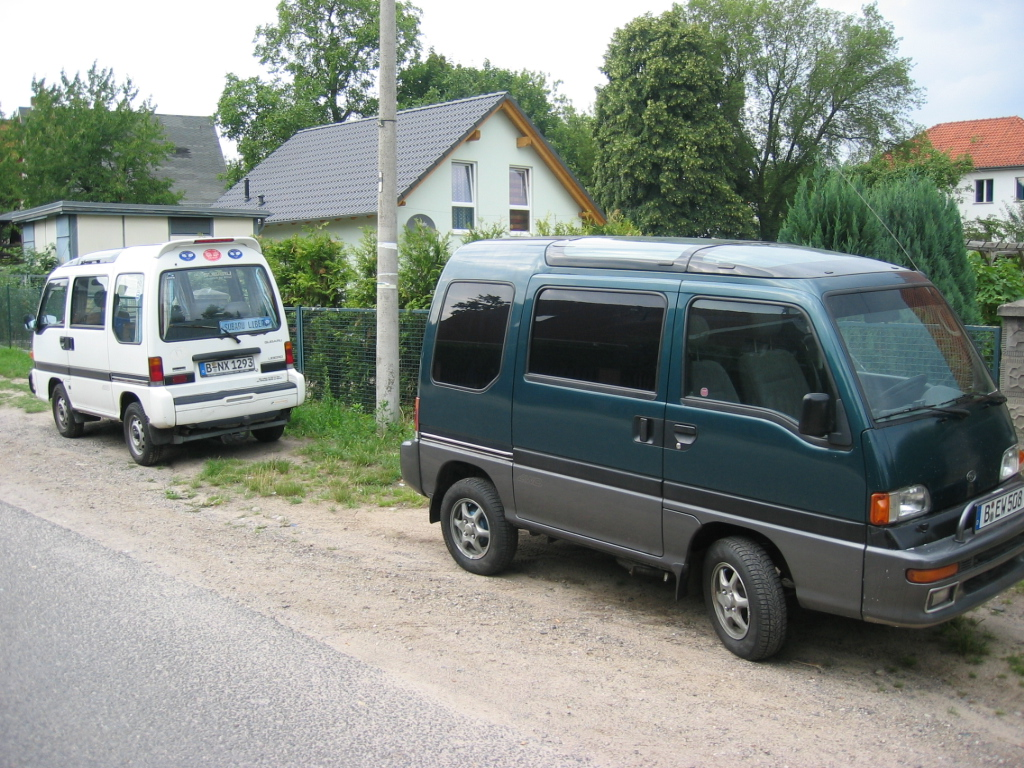
Subaru Libero SDX-SR

### Libero Profi 1993–1998
Als verglaster Lieferwagen ohne hintere Sitze mit einem Laderaumboden aus Buchenfurnierplatten und einem massiven Laderaumgitter war das Modell für den gewerblichen Gebrauch erhältlich. Auf Sonderbestellung gab es ihn auch hinten voll verblecht als Kastenwagen mit LKW-Zulassung.

## Motoren

### E10
Der 3-Zylinder-Reihenmotor E10 mit 997 cm³ Hubraum war ein wassergekühlter Viertakt-Ottomotor mit obenliegender Nockenwelle. Seine maximale Leistung betrug 37 kW. Der Motor des E10 ähnelte dem Motor J10, der im Subaru Justy Typ KAD mit 1,0 Liter Hubraum verbaut wurde. Viele Ersatzteile sind für beide Motoren bzw. Autos geeignet.

### E12
Den 3-Zylinder-Reihenmotor E12 mit 1.189 cm³ Hubraum gab es in zwei Varianten, als Vergasermotor mit ungeregeltem Katalysator und als Einspritzer mit geregeltem Drei-Wege-Katalysator. Es handelte sich wie beim E10 um einen wassergekühlten Viertakt-Ottomotor mit obenliegender Nockenwelle. Die zwei Varianten besaßen unterschiedliche Leistungsdaten:
- E12 Vergaser: Die maximale Leistung von 38 kW wurde bei 4000/min erreicht, das maximale Drehmoment 97 Nm erreichte er bei 2800/min. Das Verdichtungsverhältnis betrug 9,1:1

- E12 Einspritzer: Die maximale Leistung von 40 kW wurde bei 4600/min erreicht, während das maximale Drehmoment von 97 Nm erst bei 3000/min erreicht wurde. Das Verdichtungsverhältnis betrug ebenfalls 9,1:1

Der E12 ähnelte dem Motor J12, der im Subaru Justy Typ KAD mit 1,2 Liter Hubraum verbaut wurde. Viele Ersatzteile sind für beide Motoren bzw. Autos geeignet.

## Importende
1998 wurde der Import des Libero nach Deutschland eingestellt. Laut Angabe des Kraftfahrt-Bundesamts waren im Jahr 2005 noch ca. 2300 Subaru Libero in Deutschland für den Straßenverkehr zugelassen. Zumindest die KJ-Modelle mit ungeregeltem Katalysator sind in Deutschland durch Kfz-Steuer, Gesetzgebung, hohe Ersatzteilpreise und nicht zuletzt Rostanfälligkeit akut vom Aussterben bedroht. Zum 1. Januar 2012 waren noch 1678 FA, 154 KJ8 und 18 KJ6 in Deutschland zugelassen.